# Terra Nova (telessérie)
Terra Nova é  uma série de televisão americana de ficção científica e drama. Criada por Kelly Marcel e Craig Silverstein, a primeira exibição foi ao ar em 26 de setembro de 2011 pela Fox. A série documenta as experiências da família Shannon enquanto se estabelecem como membros de uma colônia, estabelecida 85 milhões de anos no passado da Terra, fugindo do presente distópico superpovoado e hiperpoluído de meados do século XXII. A série é baseada em uma ideia da escritora britânica Kelly Marcel, com Steven Spielberg como produtor executivo. 
No Brasil, estreou no dia 10 de outubro de 2011 na Fox Brasil e no início de 2013 foi ao ar pela Rede Globo. Em Portugal estreou na TVI, a 6 de novembro do mesmo ano. Apesar de ter recebido boas críticas, a série não chegou a alcançar níveis favoráveis de audiência e no início de 2012, a Fox revelou que a série não teria uma segunda temporada.

## Enredo
O programa começa em 2149, uma época quando toda a vida na Terra está ameaçada de extinção por um colapso natural, substâncias tóxicas, ar poluído, chuvas ácidas, lixo, superpopulação e etc. Em um esforço para salvar a espécie humana, cientistas do Fermilab descobriram acidentalmente uma maneira de viajar no tempo permitindo que pessoas viajem para o passado, para há 85 milhões de anos, em pleno período Cretáceo da Terra. A família Shannon (o pai Jim, sua esposa Elisabeth e seus três filhos, Josh, Maddy e Zoe) se juntam a décima peregrinação de colonos para a Terra Nova, a primeira colônia humana. Entretanto, eles não sabiam que a colônia foi estabelecida em território hostil e com muitos inimigos a frente que querem ver a colônia desabar, arriscando suas vidas pela prosperidade da raça humana e mudança dos atos ocorridos, para que o mundo não seja o que era antes.
Em 2149, cada família pode ter apenas dois filhos por causa da lei de controle populacional "A Family is Four" (Uma Família São Quatro Pessoas, português), que tenta evitar que a raça humana venha à extinção. Violando essa lei, Jim Shannon vai à prisão porque foi descoberto que havia tido um terceiro filho e estava escondendo-o.
Opondo-se a colônia e seu líder, o Comandante Nathaniel Taylor, um grupo de separatistas conhecidos como os "Sextos", assim chamados porque chegaram na "Sexta Peregrinação", trabalham junto com empresários corporativos e com o filho alienado de Taylor, Lucas, em um esforço para retirar os recursos da antiga Terra e enviá-los para 2149. Isto leva até ao ponto em que Lucas aperfeiçoa um dispositivo para viajar de volta ao futuro, permitindo que os industriais, juntamente com um exército privado chamado "O Grupo Phoenix", invadam Terra Nova. No final da primeira temporada, Jim Shannon viaja de volta para 2149 para destruir Hope Plaza, o centro que controla o portal, cortando a ligação com o Cretáceo. O restante do Grupo Phoenix vai à "Badlands" (Terras Ruins, em português), deixando para trás uma relíquia da história humana que haviam encontrado lá: uma carranca de madeira de um navio.

## Produção
Alex Graves dirigiu o episódio piloto. Brannon Braga e René Echevarria são os showrunners. A Austrália foi escolhida para as filmagens após o produtor Steven Spielberg ter vetado o Havaí porque ele queria uma locação de filmagem diferente de Jurassic Park, de 1993. O piloto de duas horas foi filmado em 26 dias durante novembro e dezembro de 2010. A série foi filmada no sudeste de Queensland, na Austrália, com locações em Brisbane e Gold Coast. As gravações foram interrompidas por chuvas torrenciais e novas imagens tiveram que ser filmadas em 2011, com um custo total estimado de 14 milhões de dólares para ser amortizado ao longo da temporada. Mais de 250 sets foram construídos. Um episódio levava de oito a nove dias para ser filmado, como a maioria das séries de televisão. A média do orçamento de cada episódio era de cerca de 4 milhões de dólares, não incluindo os incentivos fiscais australianos. O presidente da Fox, Kevin Reilly, declarou que "essa coisa [a série] será enorme. Teremos um grande compromisso na produção."
Em uma decisão incomum, a Fox não pediu apenas o piloto e, em vez disso, ordenou treze episódios. Isso foi devido a razões financeiras, porque os cenários australianos eram caros para desmontar e reconstruir. Apesar dessa decisão, os produtores negaram que a produção estava acima do orçamento, com Peter Rice explicando que a série era "muito cara… um seriado muito ambicioso." Kevin Reilly continuou dizendo que "não estamos em um território desconhecido. O custo inicial da série está definitivamente em seu auge. Mas não é uma série assim tão cara." Com apenas 10% dos dinossauros do Período Cretáceo catalogados, os produtores decidiram complementar a série com dinossauros que poderiam ter existido. O paleontólogo Jack Horner ajudou a criar criaturas reais e diferentes daquelas que aparecem na franquia Jurassic Park.
O elenco se reuniu em Queensland, na Austrália, em 20 de maio de 2011 para continuar a produção da primeira temporada. Com um longo processo de produção, foi anunciado que a primeira temporada consistiria em treze episódios, que foram transmitidos de setembro até dezembro de 2011.
A maior parte das armas usadas na gravações foram Nerfes retrabalhadas e repintadas.

## Elenco

### Principal

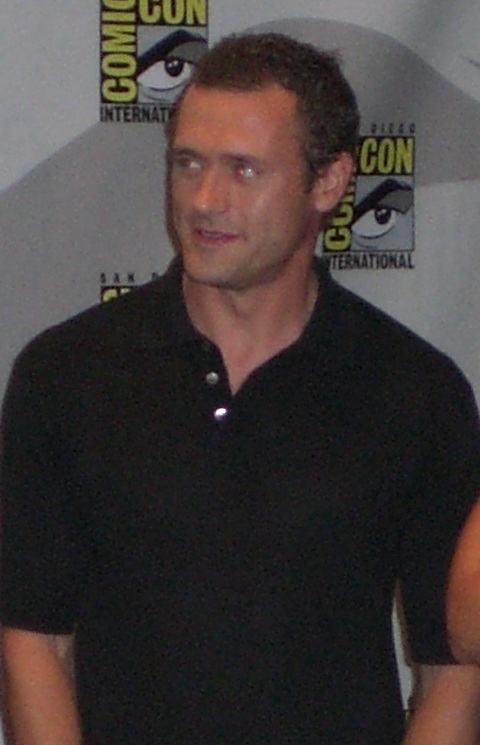
Jason O'Mara no papel de Jim Shannon

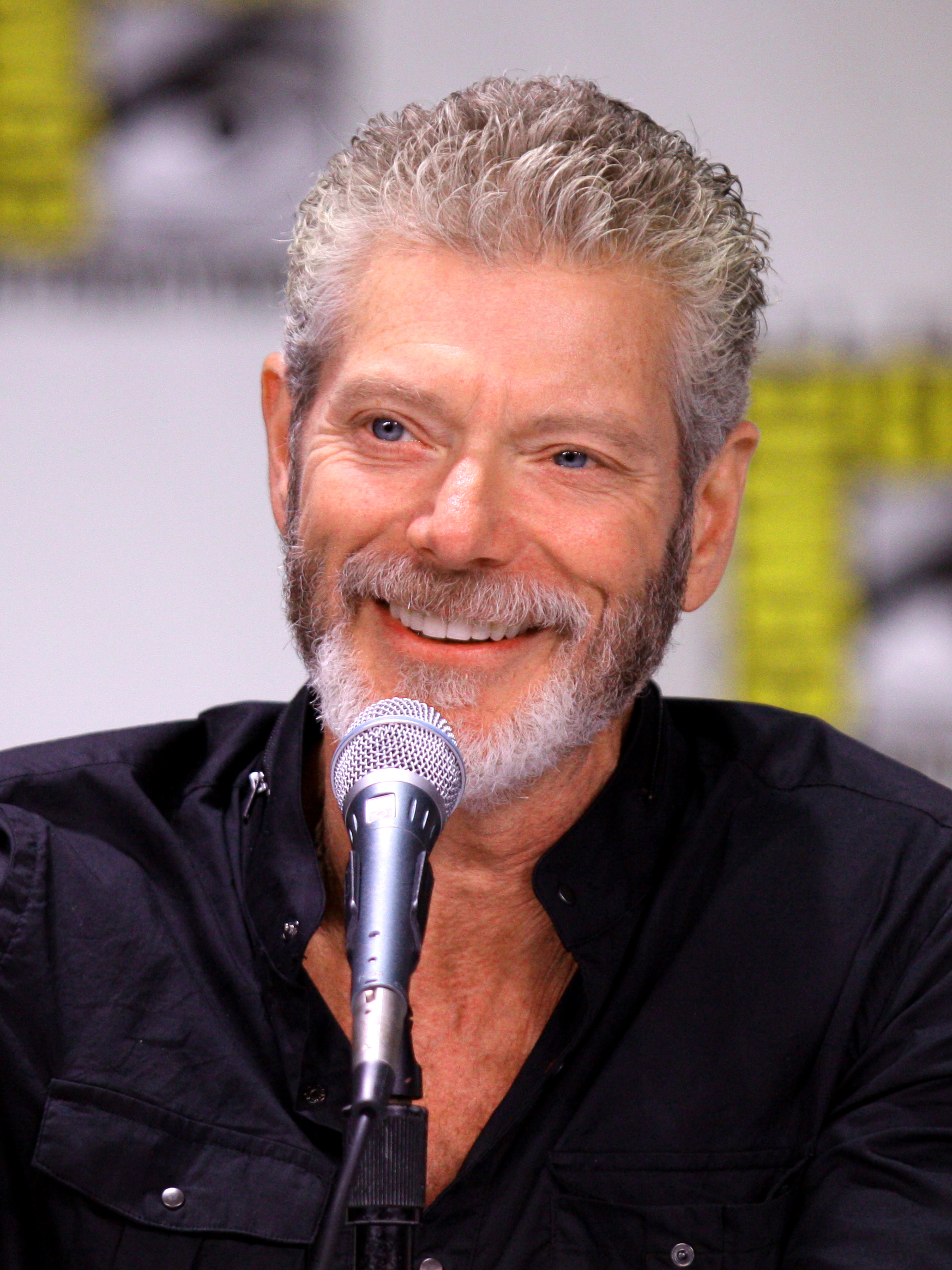
Stephen Lang no papel de Comandante Nathaniel Taylor

- Jason O'Mara como Jim Shannon. Pai e marido dedicado com um passado complicado. Foi agente da polícia de Chicago, cumpriu 2 anos de prisão duma pena de 6 depois de esmurrar um agente de controle populacional a quem foi denunciado que havia um terceiro filho. Fugiu com a família para Terra Nova, onde trabalhou no centro de agricultura. Após salvar o Comandante Taylor de um atentado, ele se juntou à equipe de segurança da colônia.
- Stephen Lang como Comandante Nathaniel Taylor, um pioneiro e líder da colônia. A primeira pessoa a atravessar o portal para o passado, Taylor sobreviveu aos primeiros quatro meses sozinho, começando a construir uma comunidade com a chegada de novos colonos; Taylor é o líder da colônia há sete anos. O seu relacionamento com o filho, Lucas, foi de mal a pior desde um incidente em 2138, no qual Taylor foi forçado a sacrificar sua esposa ao fogo inimigo. Lucas chegou à Terra Nova na 2ª peregrinação, mas conspirou contra seu pai para destruir a colônia.
- Shelley Conn como Elisabeth Shannon, uma cirurgiã de renome, casada com Jim Shannon. Foi com a família para Terra Nova depois de ajudar o marido a sair da prisão. Viu em Terra Nova a melhor oportunidade para recomeçar a sua vida com a sua família.
- Landon Liboiron como Josh Shannon, o filho de 17 anos de Jim e Elisabeth que apesar do entusiasmo de uma Terra mais verde e limpa, está relutante em abandonar a sua antiga vida, que inclui deixar para trás a namorada Kara que tenta trazer consigo.
- Naomi Scott como Maddy Shannon, filha de Jim e Elisabeth. Uma jovem de 16 anos, inteligente e prática, espera reinventar-se em Terra Nova, ajudando a comunidade e criando novos parâmetros para si. Ela é o elemento que melhor se integra em Terra Nova.
- Alana Mansour como Zoe Shannon, a filha de cinco anos e meio de Jim e Elisabeth. Sonhadora, adora ver os dinossauros e o céu. No início de sua vida, foi mantida escondida por sua família enquanto era o terceiro filho de Elisabeth e Jim, assim, violando a lei do controle populacional de 2149, que permite cada família ter apenas dois filhos. Quando foi descoberta, Jim foi preso e enviado para a prisão. Com a ajuda de um amigo, Jim escapou com Zoe para Terra Nova.
- Allison Miller como Skye, uma veterana na comunidade, que veio para Terra Nova ainda muito nova na 5ª peregrinação. Seus pais teriam morrido três anos antes da chegada dos Shannons, e foi posteriormente adotada pelo Comandante Taylor. Torna-se rapidamente amiga de Josh, passando grande parte do tempo juntos. Ela ajuda-o a adaptar-se à comunidade, embora o incite a quebrar algumas regras.
- Mido Hamada como Guzman, o chefe da equipe de segurança que também serve como conselheiro de Taylor.
- Christine Adams como Mira, a líder do grupo que se opõe a Taylor, os Sextos. Viveu em Terra Nova, mas abandonou a comunidade há 5 anos. Sua filha, Sierra, ainda está em 2149 e está sendo cuidada pelos seus empregadores para garantir sua cooperação. Sua ambição é voltar a 2149 e ter uma vida confortável e tranquila com sua filha.
- Rod Hallett como Dr. Malcolm Wallace. É o responsável da enfermaria e do laboratório de Terra Nova. Estudou na faculdade com Elisabeth, guardando memórias e sentimentos por ela, deixando Jim nervoso. Foi ele quem a recrutou.

### Secundário
- Simone Kessell como Alicia "Wash" Washington. Leal a Taylor, conhecem-se há muitos anos (não se sabe se na guerra da Somália em 2138 ou ainda antes). Grande amiga e conselheira, ela fica em segundo no comando. Dá aulas de sobrevivência aos mais novos.
- Dean Geyer como Mark Reynolds. Um jovem soldado que leva a sério o seu trabalho. Gosta de Maddy Shannon contra agrado do pai.
- Ashley Zukerman como Lucas Taylor. Filho do comandante, é um fugitivo de Terra Nova. Físico, procura a todo o custo regressar a 2149, trabalhando nos cálculos para inverter o Portal para viajar nos 2 sentidos. Ajuda os industriais a minar e colher o mineral para vender em 2149 e a arrasar a colônia de Terra Nova. Culpa o pai pela morte da mãe.
- Damien Garvey como Tom Boylan, um barman e ex-soldado que, ocasionalmente, negocia com os Sextos. Muitas vezes, reservado e abrasivo, ele comete pequenos crimes, mas prova ser leal a Terra Nova quando o Grupo Phoenix invade a colônia.
- Romy Poulier como Kara, a namorada de Josh em 2149. Não conseguiu juntar-se aos Shannons na Décima Peregrinação, no primeiro episódio da série. Josh ao prometer-lhe que viria, faz um acordo com os "Sextos", a fim de trazê-la para Terra Nova, o que a surpreende. Ao chegar com a 11ª Peregrinação, é recebida por Jim, mas é morta de seguida quando o Grupo Phoenix envia um suicida involuntário através do Portal e iniciam a invasão da colônia, destruindo-a parcialmente, matando vários colonos no processo.
- Emelia Burns como Reilly, outro dos soldados de confiança do Comandante Taylor. Tem conhecimentos em desarmamento de bombas.
- Mido Hamada como Guzman, o chefe da equipe de segurança, é também conselheiro de Taylor.
- Jay Ryan como Tim Curran, membro da equipe de segurança de Terra Nova. Banido da colônia pelo assassinato de um soldado chamado Ken Foster, Curran foi mais tarde encontrado por Taylor na selva, que salva Currande um dinossauro parente do dragão-de-komodo. Posteriormente, Taylor o emprega para se infiltrar no acampamento dos Sextos, de onde ele salvou Deborah Tate, mãe de Skye. Em reconhecimento das ações de Curran, ele foi readmitido em Terra Nova.
- Sam Parsonson como Hunter, grande amigo de Skye, de Max e Tasha.
- Eka Darville como Max, amigo de Hunter, de Skye e Tasha.
- Aisha Dee como é Tasha, filha de Guzman, amiga de Skye, de Max e Hunter.
- Damian Walshe-Howling como Carter, membro dos Sextos. Fugido de Terra Nova, tentou matar Taylor. É conselheiro de Mira.

## Cancelamento emotion comic
Logo após a exibição do final da temporada em dezembro de 2011, a Fox afirmou que nenhuma decisão seria tomada até 2012 sobre a continuação da série. Fox anunciou o cancelamento de Terra Nova em 6 de março de 2012. 20th Century Fox Television afirmou que iria tentar vender a série para outros canais. Contudo, nenhum canal quis renovar a série para uma segunda temporada. A série é transmitida pela Netflix e figura entre as mais populares.
A Twentieth Century Fox Home Entertainment montou um site em que os compradores do DVD da série podiam criar uma motion comic, fazendo com que as pessoas criassem seu próprio final da série. Desde dezembro de 2013, o site não está mais disponível e redireciona para Fox Movies.

## Crítica
Em junho de 2011, Terra Nova figurou entre oito programas que ganharam a categoria Série Nova Mais Excitante no Critics' Choice Television Award, votado por jornalistas que haviam assistido aos pilotos. A primeira temporada da série recebeu uma nota agregada de 65/100, baseado em 24 resenhas, no website Metacritic, indicando "críticas geralmente favoráveis".
As críticas também são negativas, sobretudo no cancelamento da série, que acusam de ter sido muito cara. Os episódios piloto, "Genesis (parte 1 e 2)", custaram 14 milhões de dólares, mais 4 milhões cada nos restantes episódios. Apesar de ter sido rentável, a série não atingiu as audiências esperadas, levando ao seu cancelamento.

## Fox
A emissora de televisão Fox cancelou em dezembro de 2011 a transmissão de Terra Nova. A série tinha ganhado pelo menos 7 milhões de espectadores em todo o mundo, mas não foi o esperado pela emissora, que afirma que o programa de televisão era caro demais para poucos espectadores.